# Michal Kováč
Michal Kováč, född 5 augusti 1930 i Ľubiša i Prešov, död 5 oktober 2016 i Bratislava, var en slovakisk politiker som var landets president 1993-1998.
Kováč var utbildad ekonom från Bratislavas universitet och var bankekonom under kommunisttiden. Från sammetsrevolutionen 1989 och till 1991 var han finansminister i Slovakiens delstatsregering. Han var ledamot av Tjeckoslovakiens federala parlament från 1990 och i juni 1992 efterträdde han Alexander Dubček som parlamentets talman. I denna kapacitet var han en av arkitekterna bakom Tjeckoslovakiens delning 1 januari 1993. Han var presidentkandidat för Folkpartiet – Rörelsen för ett demokratiskt Slovakien (HZDS) och valdes den 2 mars 1993 av Nationalrådet till landets första president. Han kom strax därefter i konflikt med HZDS:s partiledare Vladimír Mečiar, vilket bidrog till dennes fall från premiärministerämbetet 1994 och till Kováč uteslutning ur partiet 1995.